# Friuli Latisana Chardonnay
Il Friuli Latisana Chardonnay è un vino DOC la cui produzione è consentita nella provincia di Udine.

## Caratteristiche organolettiche
- colore: paglierino chiaro talvolta con sfumature verdognole.
- odore: caratteristico.
- sapore: secco, vellutato.

## Produzione
Provincia, stagione, volume in ettolitri
- Udine  (1990/91)  545,83
- Udine  (1991/92)  564,69
- Udine  (1992/93)  548,1
- Udine  (1993/94)  511,7
- Udine  (1994/95)  532,42
- Udine  (1995/96)  798,98
- Udine  (1996/97)  826,84